# Agnieszka Pomaska

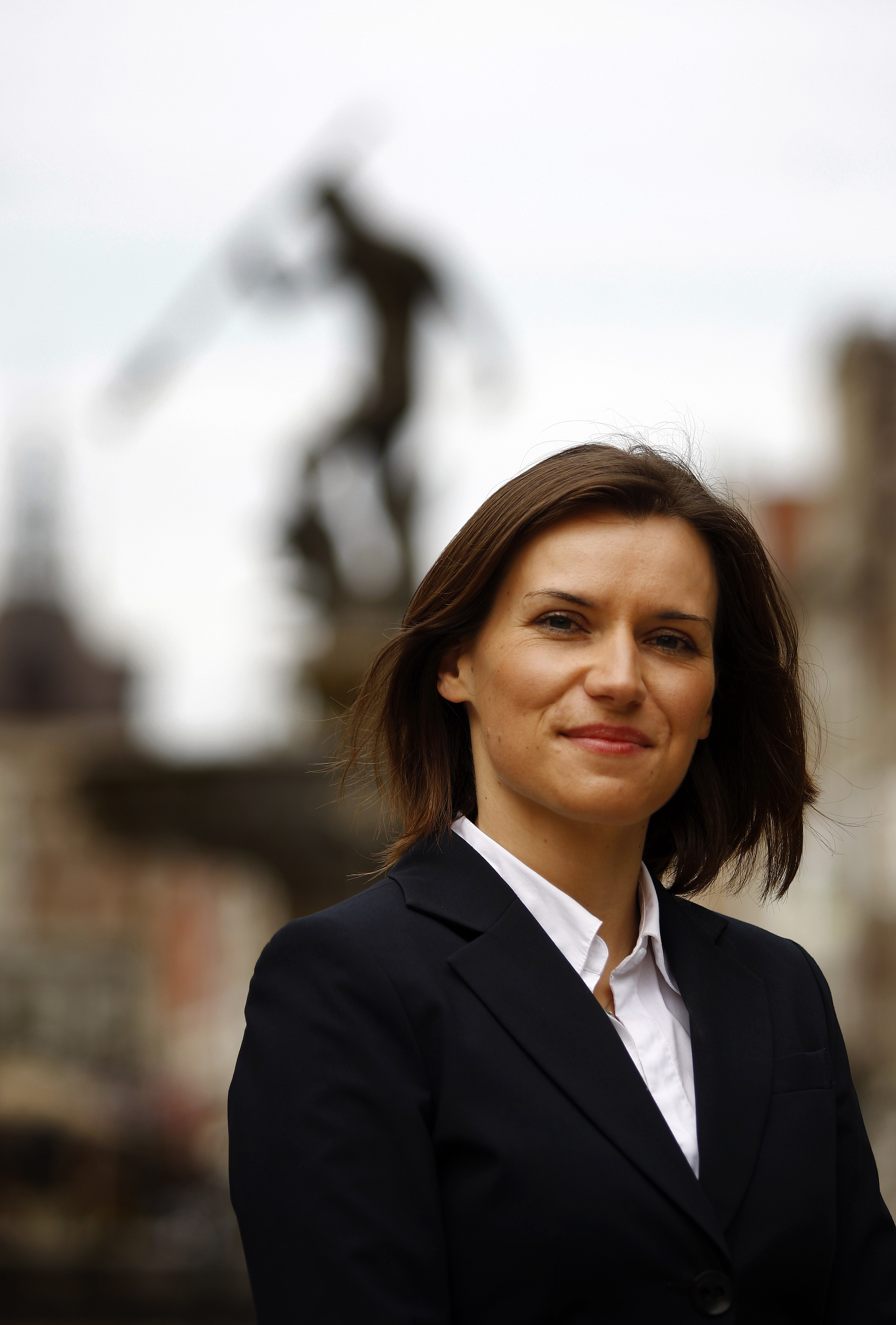
Agnieszka Pomaska (2009)

Agnieszka Dominika Pomaska (* 8. Januar 1980 in Gdingen (polnisch Gdynia)) ist eine polnische Politikerin der Platforma Obywatelska (Bürgerplattform).

## Leben
Agnieszka Pomaska wuchs in der Dreistadt (Trójmiasto) auf und kam schon als Kind mit dem Wassersport in Berührung. 1994 wurde sie polnische Meisterin im Segeln in der Klasse Optimist, 1998 zweite Junior-Vizemeisterin im Windsurfen  in der Mistral-Klasse und 2000 Polnische Meisterin im Freestyle-Windsurfen. 2001 wurde Pomaska Vorstandsmitglied der Młodzi Demokraci (Junge Demokraten), der Jugendorganisation der Bürgerplattform, im Jahr darauf Vorsitzende der Bürgerplattform. 2002 wurde sie Stadtrat Danzigs gewählt. Im Jahr 2005 schloss Agnieszka Pomaska an der Universität Danzig ihr Politologiestudium mit einem Magister ab. Im Jahr darauf wurde sie stellvertretende Vorsitzende des Stadtrates Danzigs. Bei den vorgezogenen Parlamentswahlen 2007 erreichte sie im Wahlkreis 25 Gdańsk 9.495 Stimmen. Dies reichte nicht für einen Einzug in den Sejm. Im Juni 2009 rückte Agnieszka Pomaska für Jarosław Wałęsa in den Sejm und legte dafür ihr Mandat für den Stadtrat nieder.
Sie gehört zu den 89 Personen aus der Europäischen Union, gegen die Russland im Mai 2015 ein Einreiseverbot verhängt hat.
Agnieszka Pomaska ist verheiratet.